# Bahnhof Schwarzenacker
Der Bahnhof Schwarzenacker war die Bahnstation des zum Homburger Stadtteil Einöd gehörenden Ortes Schwarzenacker. Er wurde am 7. Mai 1857 als Durchgangsbahnhof der Bahnstrecke Homburg–Zweibrücken eröffnet. Am 28. November 1866 wurde er mit der Freigabe der Würzbachbahn zum Bahnknotenpunkt. Ein Jahr später folgte die Durchbindung der Strecke nach St. Ingbert. Nach dem Ersten Weltkrieg wurde der Bahnhof Teil des neu geschaffenen Saargebiets, wodurch die Verbindung nach Zweibrücken an Bedeutung verlor. Stattdessen verkehrten die Züge der benachbarten Bliestalbahn, die bislang Zweibrücken angesteuert hatten, vorzugsweise über Schwarzenacker nach Homburg.
1989 endete der Personenverkehr nach Zweibrücken, zwei Jahre später derjenige nach Homburg sowie über die Bliestalbahn. Kurze Zeit später wurde der Bahnhof samt seinen Strecken stillgelegt. Im Zuge der Diskussion um eine Wiederaufnahme des Personenverkehrs zwischen Homburg nach Zweibrücken erscheint seine Reaktivierung jedoch möglich.

## Lage

### Örtliche Lage
Der Bahnhof befand sich am westlichen Siedlungsrand von Schwarzenacker. Westlich von ihm befindet sich parallel zu den Gleislagen die Bundesautobahn 8 und danach die Blies. Der nördliche Bahnhofsbereich wird von der Brücke der Landesstraße 111 überspannt, die nach Wörschweiler führt. In östlicher Richtung verläuft parallel zum Bahnhof die Straße Am Schwedenhof, die in einer Sackgasse endet. Unweit des Bahnhofs liegt zudem das Römermuseum Schwarzenacker.

### Bahnstrecken
Die Strecke aus Homburg kommt aus nördlicher Richtung und orientiert sich im Einzugsgebiet von Schwarzacker am Lauf der Blies. Anschließend biegt sie nach Südosten ab, um kurz vor Einöd in die Bahnstrecke Landau–Rohrbach einzumünden und gemeinsam mit dieser Zweibrücken zu erreichen. Die ehemalige Würzbachbahn biegt hingegen nach Südwesten ab, um nach Bierbach zu gelangen.
Der Bahnhof befindet sich entlang der Bahnstrecke Homburg–Zweibrücken beim Streckenkilometer 5,690. Entlang der Bahnstrecke nach St. Ingbert befand er sich etwa beim Streckenkilometer 18,15. 1951 wurde der Streckenabschnitt Schwarzenacker–Bierbach und die sich anschließende Bliestalbahn bis Reinheim in die Kilometrierung ab Homburg miteinbezogen.

## Geschichte

### Anfangszeit (1850–1900)
Nachdem eine Streckenführung der im Zeitraum von 1847 bis 1849 eröffneten Pfälzischen Ludwigsbahn Ludwigshafen–Bexbach über Zweibrücken gescheitert war, gab es Pläne, eine in Homburg beginnende Stichstrecke über Schwarzenacker bis zur ehemaligen Residenzstadt zu errichten. Diese wurde am 7. Mai 1857 als vierte Bahnstrecke innerhalb der Pfalz nach der Ludwigsbahn, der Stichbahn Schifferstadt–Speyer und der Maximiliansbahn Neustadt–Wissembourg eröffnet. Schwarzenacker war neben Einöd eine von zwei Unterwegsstationen zwischen Homburg und Zweibrücken.
Nachdem eine Bahnverbindung von Homburg nach St. Ingbert auf direktem Weg durch den Einfluss der Gemeinden entlang der Blies und des Würzbaches vereitelt worden war, wurden die Pläne so abgeändert, dass Schwarzenacker Ausgangspunkt der St. Ingberter Strecke sein sollte, die über Bierbach, Lautzkirchen, Niederwürzbach und Hassel verlaufen sollte. Am 28. November 1866 wurde das Teilstück Schwarzenacker–Hassel eröffnet. Dadurch wurde der Bahnhof nach Schifferstadt (1847), Ludwigshafen (1853), Neustadt an der Haardt (1855), Homburg (1857) und Winden (1864) der sechste Eisenbahnknotenpunkt innerhalb der Pfalz. Die Verlängerung bis St. Ingbert wurde am 1. Juli des Folgejahres vollbracht. Da eine Durchbindung des Personenverkehrs bis Homburg erfolgen sollte, erhielt der Abschnitt bis Schwarzenacker ein zweites Gleis westlich des bisherigen, während Züge der Relation Homburg–Zweibrücken lediglich auf dem östlichen fuhren.
Mit der Verlängerung der Würzbachbahn bis nach Saarbrücken am 15. Oktober 1879 wurde der Bahnhof Teil einer kürzeren Verbindung zwischen Homburg und Saarbrücken als die bisherige Route über Bexbach und Neunkirchen. Ab 1888 wurden für den Kohleverkehr der Relation Bexbach–Zweibrücken–Landau die Gleisanlagen so umgebaut, dass aus Zweibrücker Richtung beide Gleise befahrbar waren.

### Weitere Entwicklung
Mit Eröffnung der Strecke Homburg–Rohrbach am 1. Januar 1904 existierte fortan eine Verbindung zwischen Homburg und Saarbrücken auf dem kürzestmöglichen Weg, womit der Bahnhof für Züge der Magistrale Mannheim–Saarbrücken an Bedeutung verlor.
Nach der deutschen Niederlage des Ersten Weltkriegs wurde der Bahnhof mit Wirkung des 10. März 1920 dem neu geschaffenen Saargebiet zugeschlagen, das die Siegermächte für die Dauer von 15 Jahren unter die Verwaltung des Völkerbundes stellten. Für ihn war fortan die Saareisenbahn zuständig, die aus der vormaligen preußischen Eisenbahndirektion Saarbrücken hervorgegangen war. Die Verbindung nach Zweibrücken, das als einziger Ort entlang der 1857 eröffneten Strecke nicht innerhalb dieser neu geschaffenen Region lag, verlor dadurch an Bedeutung. Stattdessen verkehrten die Züge der benachbarten Bliestalbahn, die zuvor auf Zweibrücken ausgerichtet war, vorzugsweise über Schwarzenacker nach Homburg. Im Zuge der Rückgliederung des Saargebiets am 1. März 1935 war für den Bahnhof fortan die Reichsbahndirektion Saarbrücken zuständig; gleichzeitig entfielen die Zollkontrollen.

### Zweiter Weltkrieg, Folgezeit und Stilllegung
Gegen Ende des Zweiten Weltkrieges wurde der Bahnhof Ziel mehrerer Bombenangriffe. 1944 geriet das Empfangsgebäude dabei in Brand. Nach dem Krieg wurde der Bahnhof erneut Teil des nun Saarland genannten Territoriums. Fortan waren für den Bahnhof die „Saarländischen Eisenbahnen (SEB)“ – ab 1951 Eisenbahnen des Saarlandes (EdS) genannt – zuständig. Die erneute Abtrennung der Region führte außerdem dazu, dass die Züge der Bliestalbahn ab 1950 dauerhaft von beziehungsweise nach Homburg verkehrten. Der Verkehr nach Zweibrücken, das im Gegensatz zu den Orten entlang der Blies zum neugeschaffenen Land Rheinland-Pfalz gehörte, verlor dadurch weiter an Bedeutung. Mit der Rückgliederung des Saarlandes an Deutschland gingen die EdS zum 1. Januar 1957 in die seit 1949 bestehende Deutsche Bundesbahn (DB) über. Innerhalb letzterer unterstand er fortan der aus den EdS hervorgegangenen Bundesbahndirektion Saarbrücken.
Im August 1969 wurde im Bahnhof Bierbach ein Spurplandrucktastenstellwerk der Marke Lorenz (Alcatel SEL), Bauart 30 in Betrieb genommen. Es war ebenso für die Bahnhöfe Einöd, Lautzkirchen und Schwarzenacker zuständig. Die beiden bisherigen Stellwerke in Schwarzenacker wurden in diesem Zusammenhang außer Betrieb genommen.
1989 endete der Personenverkehr nach Zweibrücken, zwei Jahre später derjenige nach Homburg sowie über die Bliestalbahn, womit Schwarzenacker ausschließlich Betriebsbahnhof war. Kurze Zeit später wurde der Bahnhof samt seinen Strecken stillgelegt. Die offizielle Stilllegung des Bahnhofs samt den Strecken nach Einöd und Bierbach trat am 1. April 1996 in Kraft. Anfang 1997 fand eine Besichtigung des Bahnhofs in Hinblick auf eine mögliche Reaktivierung der Strecke zwischen Homburg und Zweibrücken statt. Ein früherer Bahndienstleiter bescheinigte der Trasse einen guten Zustand und eine gute Funktionsfähigkeit des verbliebenen Signals.
Im Zuge der Diskussion um eine Wiederaufnahme des Personenverkehrs zwischen Homburg und Zweibrücken erscheint seine Reaktivierung jedoch möglich.

## Bauwerke

### Empfangsgebäude
Das Empfangsgebäude des Bahnhofs entstand zeitgleich mit der Errichtung der Strecke von Homburg nach Zweibrücken. Zunächst als Einzelbau angefertigt, wurde seine dreiachsige Anlage Vorbild für viele pfälzische Bahnhöfe, die in den Folgejahrzehnten entstanden. Nach einem Brand im Zuge der Kampfhandlungen im Jahr 1944 wurde es notdürftig instand gesetzt. Da es jedoch baufällig blieb, wurde es 1969 durch das Unternehmen Hoch- und Tiefbau-GmbH abgerissen.

### Stellwerke
Der Bahnhof verfügte zunächst über zwei Stellwerke, die im Jahr 1936 neu installiert wurden. Sie trugen die Bezeichnung Schwarzenacker Süd (SS) und Schwarzenacker Nord (SN). In diesem Zusammenhang wurde das ursprüngliche Stellwerk Schwarzenacker Süd demontiert. Hintergrund dieser Maßnahme war, im Zuge der Errichtung des Westwalls einen dichteren Zugverkehr zu ermöglichen. Letzteres wurde Ende 1960er Jahre abgerissen. Das Stellwerk SN beheimatete nach dem Abriss des Empfangsgebäudes den Fahrdienstleiter. Von ihm aus wurde zudem der Übergang der ehemaligen Bundesstraße 10 nach Wörschweiler bedient. Inzwischen wurde es in ein Wohnhaus umgewandelt.

### Dienstwohnung
Die ehemalige Dienstwohnung für den Bahnhofsvorstand wurde inzwischen umgebaut und erweitert. Sie dient mittlerweile als Privathaus.

### Bahnsteig und Gleisanlagen
Seit der Demontage des zweiten Gleises nach dem Zweiten Weltkrieg waren die Anlagen des Bahnhofs eher schlicht gehalten. Die Verzweigung der Strecken nach Einöd und Bierbach begann bereits am verbliebenen Bahnsteig, der sich im Osten des Gleises befand. Der nördliche Bahnsteigteil diente vor allem den Zügen der Bliestalbahn, während die Züge der Relation Homburg–Zweibrücken am südlichen Bahnsteigteil hielten.

## Verkehr

### Personenverkehr
Obwohl der Bahnhof einer der ersten pfälzischen Eisenbahnknotenpunkte war, erlangte er nie eine größere Bedeutung. Dies lag zum einen an seiner Nähe zu den Städten Homburg und Zweibrücken, die im Laufe der Jahre ebenfalls an Bedeutung gewannen, und zum anderen an der Grenzziehung des Saargebiets beziehungsweise des Saarlands.

### Güterverkehr
Im Güterverkehr war der Bahnhof ebenso für die Nachbarorte Wörschweiler und Schwarzenbach zuständig. Bedeutende Kunden waren die Papierfabrik Wörschweiler und ein Unternehmen, das Schuhe herstellte. 1886 wurden am Bahnhof 5092,07 Tonnen Güter empfangen beziehungsweise versandt, davon 1460 Tonnen Kohle. In der Folgezeit nahm es kontinuierlich zu. 1895 waren es bereits 2680,905 Tonnen, davon 1225 Tonnen Kohle.